# Cockeysville
Cockeysville ist eine Ortschaft (CDP) im Baltimore County im US-Bundesstaat Maryland mit rund 20.000 Einwohnern.  
Das Industriegebiet Hunt Valley im Norden des Ortes beherbergt Unternehmen wie etwa AAI Corporation, ArmadaCare, Millennium Chemicals, Sinclair Broadcast Group oder ehemals Spectrum HoloByte.

## Persönlichkeiten
- Andrew P. Harris (* 1957), Politiker
- Clarence Long (1908–1994), Politiker
- Dutch Ruppersberger (* 1946), Politiker